# Тот, кто придёт
«Тот, кто придёт» (итал. L'uomo che verrà) — кинофильм режиссёра Джорджо Диритти, вышедший на экраны в 2009 году. Фильм основан на истории массового убийства мирных жителей войсками СС, которое известно как бойня при Мардзаботто.

## Сюжет
Действие фильма происходит в 1943—1944 годах в глухой итальянской провинции. Местные партизаны, укрывшиеся в горах, отчаянно сражаются с немецкими подразделениями. Озверевшие каратели принимаются за мирных жителей. Эти драматические события показаны сквозь призму восприятия немой девочки Мартины, проживающей на ферме со своей многочисленной семьёй.

## В ролях
- Грета Дзуккери Монтанари — Мартина
- Майя Санса — Лена
- Клаудио Касадио — Армандо
- Альба Рорвахер — Беньямина
- Мария Грация Нальди — Виттория
- Лаура Пиццирани — Мария
- Франческо Модуньо — Антонио
- Стефано Бичокки — сеньор Бугамелли
- Раффаэле Дзаббан — дон Джованни Форназини

## Награды и номинации
- 2009 — Гран-при, специальный приз жюри и приз зрительских симпатий Римского кинофестиваля (все —Джорджо Диритти).
- 2010 — три премии «Давид ди Донателло»: лучший фильм (Симоне Бакини, Джорджо Диритти), лучший продюсер (Симоне Бакини, Джорджо Диритти), лучший звук (Карло Миссиденти). Кроме того, фильм получил 13 номинаций: лучший режиссёр (Джорджо Диритти), лучший сценарий (Джорджо Диритти, Джованни Галавотти, Таня Педрони), лучшая актриса (Грета Дзуккери Монтанари), лучшая актриса второго плана (Альба Рорвахер), лучшая операторская работа (Роберто Чиматти), лучший монтаж (Паоло Мардзони, Джорджо Диритти), лучшая музыка (Марко Бискарини, Даниэле Фурлати), лучшая работа художника (Джанкарло Базили), лучшие визуальные эффекты, лучший дизайн костюмов (Лиа Франческа Морандини), лучшие причёски (Даниэла Тартари), лучший грим (Амель Бен Солтане), Юношеский Давид (Джорджо Диритти).
- 2010 — приз за лучшую режиссуру кинофестиваля Флайяно (Flaiano Film Festival) в Пескаре (Джорджо Диритти).
- 2010 — три премии «Серебряная лента» Итальянского национального синдиката киножурналистов: лучший продюсер (Симоне Бакини, Джорджо Диритти), лучший звук (Карло Миссиденти), лучшая работа художника (Джанкарло Базили); а также 4 номинации: лучший режиссёр (Джорджо Диритти), лучшая операторская работа (Роберто Чиматти), лучший монтаж (Паоло Мардзони, Джорджо Диритти), лучший дизайн костюмов (Лиа Франческа Морандини).